# Acriopsis inopinata
Acriopsis inopinata är en orkidéart som beskrevs av Phoon och P.O'byrne. Acriopsis inopinata ingår i släktet Acriopsis och familjen orkidéer. Inga underarter finns listade i Catalogue of Life.